# Carol Creiniceanu
Carol „Piu“ Creiniceanu (* 1. Februar 1939 in Lupeni; † 14. Januar 2012 ebenda) war ein rumänischer Fußballspieler.

## Karriere

### Vereine
Creiniceanu begann neunjährig für den in seinem Geburtsort ansässigen Verein Minerul Lupeni mit dem Fußballspielen und durchlief fortan die Jugendmannschaften aller Altersklassen. Im Alter von 20 Jahren rückte er in die Erste Mannschaft auf und debütierte am 16. August 1959 (1. Spieltag) beim 1:1-Unentschieden im Heimspiel gegen Steagulului Roșu Brașov (Rote Flagge Brasov) in der Divizia A, der seinerzeit höchsten Spielklasse im rumänischen Fußball. Als Liganeuling konnte die Spielklasse gehalten werden, wie auch in der Folgesaison. In dieser am 6. November 1960 (10. Spieltag) beim 2:0-Sieg im Auswärtsspiel gegen CCA Bukarest mit einer starken Leistung aufgefallen und auf Wunsch des seinerzeitigen Trainers Ștefan Onisie gelangte er zu Saisonbeginn 1961/62 nach Bukarest und spielte nunmehr für den nach erfolgter Namensänderung in Steaua Bukarest dort vertretenen Verein. Die Verbindung hielt zehn Jahre lang und fruchtete in einer Meisterschaft und sechs Pokalsiegen. Erfolgsbedingt kam er für seine Mannschaft in zwei europäischen Pokalwettbewerben zum Einsatz. Er bestritt im Wettbewerb um den Europapokal der Pokalsieger sechs, im Wettbewerb um den Europapokal der Landesmeister zwei Spiele. Er debütierte am 13. September 1962 im Erstrundenhinspiel, das in der heimischen Arena Națională mit 3:2 gegen Botew Plowdiw gewonnen wurde. Am 16. September 1964 erzielte er im Vorrundenrückspiel beim 2:0-Sieg bei Derry City beide Tore. Ein Tor gelang ihm im Landesmeisterwettbewerb am 18. September 1968 im Erstrundenhinspiel gegen Spartak Trnava, beim 3:1-Sieg erzielte er das 1:0-Führungstor in der 20. Minute.

### Nationalmannschaft
Am 9. und 27. Oktober 1963 bestritt er seine ersten beiden Länderspiele für die A-Nationalmannschaft. Sein Debüt in Ankara – mit Einwechslung für Ion Haidu in der 32. Minute – gegen die Nationalmannschaft der Türkei endete torlos. In Bukarest erlebte er den 2:1-Sieg über die Nationalmannschaft Jugoslawiens – ebenfalls als Einwechselspieler. Seinen letzten Einsatz als Nationalspieler hatte er am 3. September 1969 in Belgrad beim 1:1-Unentschieden gegen die Nationalmannschaft Jugoslawiens.
Vom 11. bis 22. Oktober 1964 wurde er während des olympischen Fußballturniers in Tokio in sechs Spielen eingesetzt, in denen er zwei Tore erzielte. Er bestritt alle drei Spiele der Gruppe A und qualifizierte sich mit seiner Mannschaft als Zweitplatzierter hinter der Olympiaauswahl der DDR für das Viertelfinale. Nachdem dieses mit 0:2 gegen die Nationalmannschaft Ungarns verloren wurde, folgten noch zwei Platzierungsspiele, wobei er beim 4:2-Sieg über die Nationalmannschaft Ghanas ein Tor erzielte, wie zuvor auch schon im ersten Gruppenspiel gegen die Nationalmannschaft Mexikos.

## Erfolge
- Rumänischer Meister 1968
- Rumänischer Pokal-Sieger 1962, 1966, 1967, 1969, 1970, 1971